# Estella-Lizarra
Estella-Lizarra (előbbi a spanyol, utóbbi a baszk elnevezése) egy község Spanyolországban, Navarra autonóm közösségben. Estella-Lizarra Allín, Yerri, Villatuerta, Aberin és Ayegui községekkel határos. Lakosainak száma 14 329 fő (2024).

## Nevezetességek
Itt található a a navarrai királyok egyik palotája, ma múzeum működik benne.

## Népesség
A település népessége az elmúlt években az alábbi módon változott:
| Lakosok száma | 12 887 | 13 439 | 13 931 | 14 238 | 14 138 | 13 695 | 13 707 | 13 810 | 13 977 | 14 329 |
|               | 2001   | 2004   | 2007   | 2009   | 2012   | 2014   | 2017   | 2019   | 2022   | 2024   |